# Palythoa glareola
Palythoa glareola is een Zoanthideasoort uit de familie van de Sphenopidae. De wetenschappelijke naam van de soort is voor het eerst geldig gepubliceerd in 1817 door Lesueur.